# Groenlandia densa
Groenlandia densa là một loài thực vật có hoa trong họ Potamogetonaceae. Loài này được (L.) Fourr. mô tả khoa học đầu tiên năm 1869.